# Kim Myung-soon
Kim Myung-Soon (în coreeană 김명순; n. 15 aprilie 1964), scris și Kim Myeong-sun, este o jucătoare de handbal al echipei sud-coreene și o campioană olimpică. Ea a primit o medalie de aur cu echipa sud-coreeană la Jocurile Olimpice de vară din 1988 de la Seul.